# Adiós (Navarra)
Adiós (baszkul: Adios, ami szintén hivatalos elnevezés) település Spanyolországban, Navarra autonóm közösségben. Adiós Enériz, Galar, Muruzábal, Uterga, Biurrun-Olcoz és Úcar községekkel határos. Lakosainak száma 191 fő (2024).

## Népesség
A település népessége az elmúlt években az alábbi módon változott:
| Lakosok száma | 142  | 154  | 171  | 185  | 186  | 170  | 155  | 155  | 167  | 191  |
|               | 2001 | 2004 | 2006 | 2009 | 2011 | 2014 | 2016 | 2019 | 2021 | 2024 |